# Gran Premio motociclistico del Giappone 2001
Il Gran Premio motociclistico del Giappone 2001 corso l'8 aprile, è stato il primo Gran Premio della stagione 2001 e ha visto vincere: nella classe 500 la Honda di Valentino Rossi, nella classe 250 la Honda di Daijirō Katō e nella classe 125 la Honda di Masao Azuma.

## Classe 500
Il vincitore del Gran Premio della mezzo litro, Valentino Rossi del team satellite Nastro Azzurro, coglie il 500º successo per Honda nella storia del motomondiale.

### Arrivati al traguardo
| Pos | Nº | Pilota                   | Squadra                    | Motocicletta | Giri | Tempo     | Griglia | Punti |
| --- | -- | ------------------------ | -------------------------- | ------------ | ---- | --------- | ------- | ----- |
| 1   | 46 | Valentino Rossi          | Nastro Azzurro Honda       | Honda        | 21   | 44:51.501 | 7       | 25    |
| 2   | 5  | Garry McCoy              | Red Bull Yamaha WCM        | Yamaha       | 21   | +0.724    | 4       | 20    |
| 3   | 3  | Max Biaggi               | Marlboro Yamaha            | Yamaha       | 21   | +0.956    | 3       | 16    |
| 4   | 6  | Norick Abe               | Antena 3 Yamaha-d'Antin    | Yamaha       | 21   | +1.176    | 6       | 13    |
| 5   | 56 | Shin'ya Nakano           | Gauloises Yamaha Tech 3    | Yamaha       | 21   | +3.256    | 2       | 11    |
| 6   | 4  | Alex Barros              | West Honda Pons            | Honda        | 21   | +14.515   | 8       | 10    |
| 7   | 1  | Kenny Roberts Jr         | Telefonica Movistar Suzuki | Suzuki       | 21   | +22.876   | 9       | 9     |
| 8   | 65 | Loris Capirossi          | West Honda Pons            | Honda        | 21   | +28.732   | 1       | 8     |
| 9   | 28 | Àlex Crivillé            | Repsol YPF Honda           | Honda        | 21   | +34.478   | 11      | 7     |
| 10  | 7  | Carlos Checa             | Marlboro Yamaha            | Yamaha       | 21   | +53.765   | 12      | 6     |
| 11  | 17 | Jurgen van den Goorbergh | Proton TEAM KR             | Proton KR    | 21   | +58.688   | 16      | 5     |
| 12  | 12 | Haruchika Aoki           | Arie Molenaar Racing       | Honda        | 21   | +1:17.338 | 17      | 4     |
| 13  | 9  | Leon Haslam              | Shell Advance Honda        | Honda        | 21   | +1:17.681 | 20      | 3     |

### Ritirati
| Nº | Pilota            | Squadra                    | Motocicletta | Giri | Griglia |
| -- | ----------------- | -------------------------- | ------------ | ---- | ------- |
| 24 | Jason Vincent     | Pulse GP                   | Pulse        | 19   | 21      |
| 11 | Tōru Ukawa        | Repsol YPF Honda           | Honda        | 16   | 5       |
| 68 | Mark Willis       | Pulse GP                   | Pulse        | 15   | 23      |
| 33 | Akira Ryō         | Telefonica Movistar Suzuki | Suzuki       | 12   | 15      |
| 19 | Olivier Jacque    | Gauloises Yamaha Tech 3    | Yamaha       | 11   | 19      |
| 41 | Noriyuki Haga     | Red Bull Yamaha WCM        | Yamaha       | 10   | 10      |
| 15 | Sete Gibernau     | Telefonica Movistar Suzuki | Suzuki       | 8    | 14      |
| 21 | Barry Veneman     | Dee Cee Jeans Racing       | Honda        | 5    | 24      |
| 16 | Johan Stigefelt   | Sabre Sport                | Sabre V4     | 3    | 22      |
| 10 | José Luis Cardoso | Antena 3 Yamaha-d'Antin    | Yamaha       | 0    | 13      |
| 8  | Chris Walker      | Shell Advance Honda        | Honda        | 0    | 18      |

### Non qualificato
| Nº | Pilota        | Moto  |
| -- | ------------- | ----- |
| 14 | Marcus Payten | Honda |

## Classe 250

### Arrivati al traguardo
| Pos | Nº | Pilota             | Squadra                     | Motocicletta | Giri | Tempo     | Griglia | Punti |
| --- | -- | ------------------ | --------------------------- | ------------ | ---- | --------- | ------- | ----- |
| 1   | 74 | Daijirō Katō       | Telefonica Movistar Honda   | Honda        | 19   | 41:03.596 | 1       | 25    |
| 2   | 31 | Tetsuya Harada     | MS Aprilia Racing           | Aprilia      | 19   | +18.763   | 8       | 20    |
| 3   | 15 | Roberto Locatelli  | MS Eros Ramazzotti Racing   | Aprilia      | 19   | +18.835   | 3       | 16    |
| 4   | 8  | Naoki Matsudo      | Petronas Sprinta Yamaha TVK | Yamaha       | 19   | +23.135   | 7       | 13    |
| 5   | 44 | Roberto Rolfo      | Safilo Oxydo Race           | Aprilia      | 19   | +24.423   | 9       | 11    |
| 6   | 5  | Marco Melandri     | MS Aprilia Racing           | Aprilia      | 19   | +26.595   | 2       | 10    |
| 7   | 21 | Franco Battaini    | MS Eros Ramazzotti Racing   | Aprilia      | 19   | +31.142   | 6       | 9     |
| 8   | 99 | Jeremy McWilliams  | Aprilia Grand Prix          | Aprilia      | 19   | +43.953   | 5       | 8     |
| 9   | 9  | Sebastián Porto    | Yamaha Kurz                 | Yamaha       | 19   | +45.887   | 11      | 7     |
| 10  | 46 | Tarō Sekiguchi     | Club Ventis                 | Yamaha       | 19   | +48.496   | 15      | 6     |
| 11  | 10 | Fonsi Nieto        | Valencia Circuit Aspar      | Aprilia      | 19   | +53.583   | 12      | 5     |
| 12  | 66 | Alex Hofmann       | Dark Dog Racing Factory     | Aprilia      | 19   | +1:05.172 | 18      | 4     |
| 13  | 87 | Hiroshi Aoyama     | Harc-Pro                    | Honda        | 19   | +1:05.267 | 14      | 3     |
| 14  | 12 | Klaus Nöhles       | MS Aprilia Racing           | Aprilia      | 19   | +1:17.422 | 13      | 2     |
| 15  | 50 | Sylvain Guintoli   | Equipe de France - Scrab GP | Aprilia      | 19   | +1:18.183 | 25      | 1     |
| 16  | 42 | David Checa        | Team Fomma                  | Honda        | 19   | +1:18.602 | 24      |       |
| 17  | 57 | Lorenzo Lanzi      | Campetella Racing           | Aprilia      | 19   | +1:26.040 | 27      |       |
| 18  | 20 | Jerónimo Vidal     | PR2 Metrored                | Aprilia      | 19   | +1:35.868 | 23      |       |
| 19  | 48 | Shin'ichi Nakatomi | Kotake Rsc                  | Honda        | 19   | +1:41.647 | 16      |       |
| 20  | 47 | Tekkyū Kayō        | FCC-TSR                     | TSR-Honda    | 19   | +1:43.891 | 28      |       |
| 21  | 55 | Diego Giugovaz     | Edo Racing                  | Yamaha       | 19   | +1:49.324 | 29      |       |
| 22  | 98 | Katja Poensgen     | Dark Dog Racing Factory     | Aprilia      | 18   | +1 giro   | 31      |       |

### Ritirati
| Nº | Pilota             | Squadra                     | Motocicletta | Giri | Griglia |
| -- | ------------------ | --------------------------- | ------------ | ---- | ------- |
| 37 | Luca Boscoscuro    | Campetella Racing           | Aprilia      | 16   | 17      |
| 18 | Shahrol Yuzy       | Petronas Sprinta Yamaha TVK | Yamaha       | 15   | 21      |
| 22 | David de Gea       | Antena 3 Yamaha-d'Antin     | Yamaha       | 14   | 20      |
| 6  | Alex Debón         | Valencia Circuit Aspar      | Aprilia      | 6    | 4       |
| 11 | Riccardo Chiarello | Aprilia Grand Prix          | Aprilia      | 6    | 30      |
| 45 | Stuart Edwards     | FCC-TSR                     | TSR-Honda    | 5    | 32      |
| 81 | Randy de Puniet    | Equipe de France - Scrab GP | Aprilia      | 4    | 10      |
| 7  | Emilio Alzamora    | Telefonica Movistar Honda   | Honda        | 1    | 19      |
| 19 | Julien Allemand    | Antena 3 Yamaha-d'Antin     | Yamaha       | 0    | 22      |

### Non partito
| Nº | Pilota        | Moto   | Griglia |
| -- | ------------- | ------ | ------- |
| 49 | Chōjun Kameya | Yamaha | 26      |

### Non qualificati
| Nº | Pilota       | Moto   |
| -- | ------------ | ------ |
| 16 | David Tomás  | Honda  |
| 23 | Cesar Barros | Yamaha |

## Classe 125

### Arrivati al traguardo
| Pos | Nº | Pilota             | Squadra                  | Motocicletta | Giri | Tempo     | Griglia | Punti |
| --- | -- | ------------------ | ------------------------ | ------------ | ---- | --------- | ------- | ----- |
| 1   | 4  | Masao Azuma        | Liegeois Competition     | Honda        | 18   | 40:59.192 | 4       | 25    |
| 2   | 41 | Yōichi Ui          | L & M Derbi              | Derbi        | 18   | +0.067    | 1       | 20    |
| 3   | 16 | Simone Sanna       | Safilo Oxydo Race        | Aprilia      | 18   | +0.604    | 19      | 16    |
| 4   | 23 | Gino Borsoi        | LAE - UGT 3000           | Aprilia      | 18   | +0.898    | 6       | 13    |
| 5   | 54 | Manuel Poggiali    | Gilera Racing            | Gilera       | 18   | +1.151    | 2       | 11    |
| 6   | 9  | Lucio Cecchinello  | MS Aprilia LCR           | Aprilia      | 18   | +1.376    | 3       | 10    |
| 7   | 17 | Steve Jenkner      | LAE - UGT 3000           | Aprilia      | 18   | +14.173   | 5       | 9     |
| 8   | 6  | Mirko Giansanti    | Axo Racing               | Honda        | 18   | +14.632   | 16      | 8     |
| 9   | 21 | Arnaud Vincent     | Team Fomma               | Honda        | 18   | +15.735   | 18      | 7     |
| 10  | 22 | Pablo Nieto        | L & M Derbi              | Derbi        | 18   | +16.333   | 22      | 6     |
| 11  | 29 | Ángel Nieto Jr     | Viceroy Team             | Honda        | 18   | +17.384   | 11      | 5     |
| 12  | 11 | Max Sabbatani      | Bossini Fontana Racing   | Aprilia      | 18   | +17.992   | 9       | 4     |
| 13  | 8  | Gianluigi Scalvini | Italjet Racing           | Italjet      | 18   | +18.621   | 12      | 3     |
| 14  | 15 | Alex De Angelis    | Matteoni Racing          | Honda        | 18   | +18.628   | 14      | 2     |
| 15  | 57 | Hiroyuki Kikuchi   | Wanpaku - Team Wheelie   | Honda        | 18   | +23.655   | 15      | 1     |
| 16  | 24 | Toni Elías         | Telefonica Movistar jnr  | Honda        | 18   | +34.401   | 17      |       |
| 17  | 39 | Jaroslav Huleš     | Matteoni Racing          | Honda        | 18   | +34.521   | 13      |       |
| 18  | 26 | Daniel Pedrosa     | Telefonica Movistar jnr  | Honda        | 18   | +46.838   | 23      |       |
| 19  | 25 | Joan Olivé         | Telefonica Movistar jnr  | Honda        | 18   | +47.378   | 34      |       |
| 20  | 98 | Masafumi Ono       | Harc-Pro                 | Honda        | 18   | +48.164   | 25      |       |
| 21  | 18 | Jakub Smrž         | Budweiser Budvar Hanusch | Honda        | 18   | +58.746   | 26      |       |
| 22  | 56 | Yūzō Fujioka       | Team Plus One            | ERP-Honda    | 18   | +1:00.982 | 28      |       |
| 23  | 28 | Gábor Talmácsi     | Racing Service           | Honda        | 18   | +1:01.962 | 31      |       |
| 24  | 10 | Jarno Müller       | PEV-Spalt-ADAC Sachsen   | Honda        | 18   | +1:21.581 | 21      |       |
| 25  | 14 | Phillipp Hafeneger | Liegeois Competition     | Honda        | 18   | +1:49.589 | 32      |       |

### Ritirati
| Nº | Pilota               | Squadra                | Motocicletta | Giri | Griglia |
| -- | -------------------- | ---------------------- | ------------ | ---- | ------- |
| 55 | Hideyuki Nakajō      | JHA Racing             | Honda        | 15   | 10      |
| 5  | Noboru Ueda          | FCC-TSR                | TSR-Honda    | 14   | 7       |
| 31 | Ángel Rodríguez      | Valencia Circuit Aspar | Aprilia      | 14   | 29      |
| 19 | Alessandro Brannetti | Du Martel S.A.         | Aprilia      | 13   | 30      |
| 20 | Gaspare Caffiero     | Bossini Fontana Racing | Aprilia      | 12   | 20      |
| 34 | Eric Bataille        | Axo Racing             | Honda        | 11   | 24      |
| 7  | Stefano Perugini     | Italjet Racing         | Italjet      | 5    | 8       |
| 12 | Raúl Jara            | MS Aprilia LCR         | Aprilia      | 0    | 35      |
| 27 | Marco Petrini        | Racing Service         | Honda        | 0    | 27      |
| 97 | Naoki Katoh          | JHA Racing             | Honda        | 0    | 33      |